# Plantă erbacee

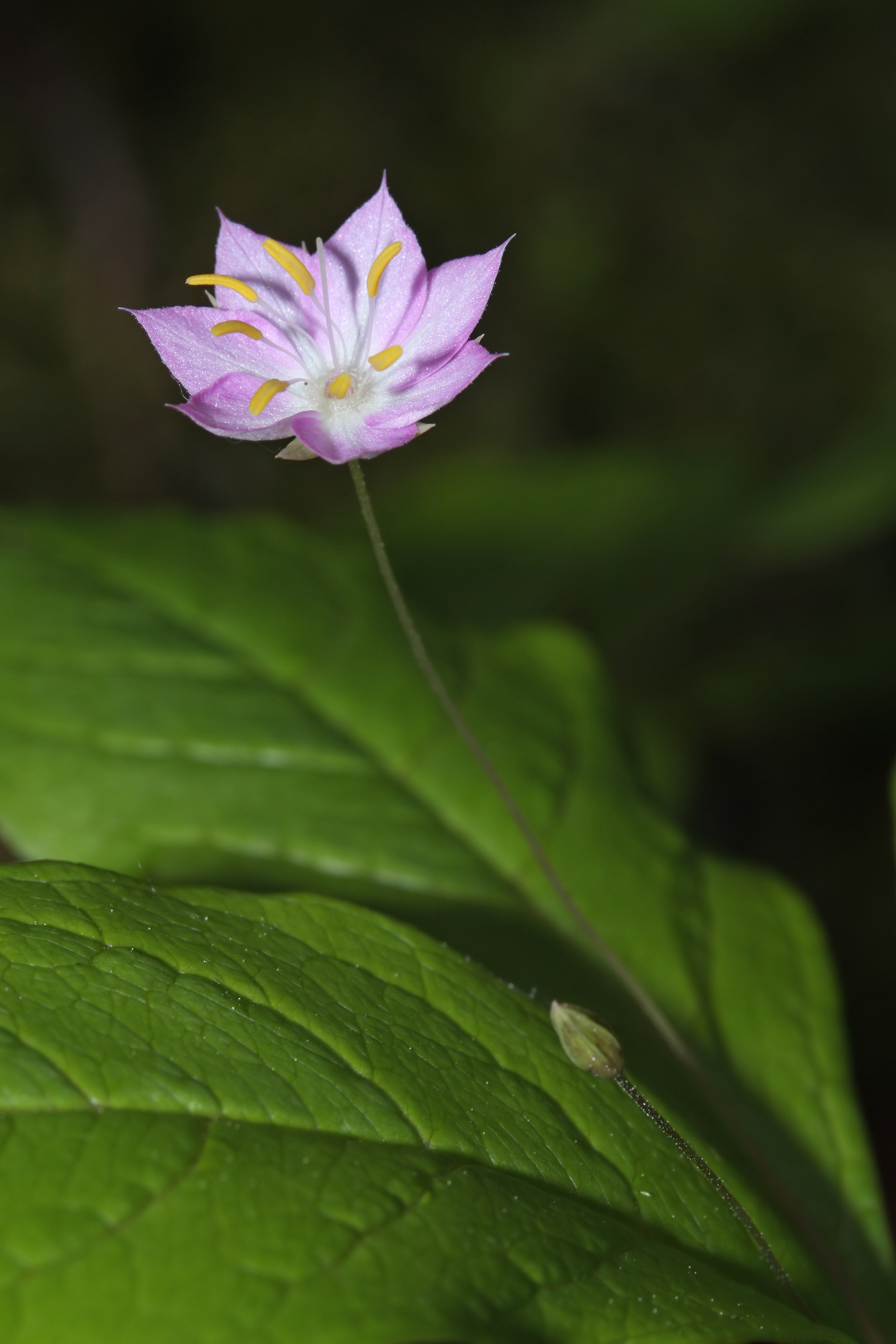
Trientalis latifolia este o plantă erbacee perenă din stratul de sol din pădurile din vestul Americii de Nord.

Plantele erbacee (în botanică utilizat frecvent cu denumirea de ierburi) sunt plante care nu au tulpina lemnoasă deasupra solului. Plantele erbacee pot fi anuale, bienale sau perene.
Plantele erbacee anuale mor complet la sfârșitul sezonului de creștere sau atunci când au flori și fructe, și apoi cresc din nou din semințe.
Plantele erbacee perene și bienale  sunt plante cu tulpini care mor la sfârșitul sezonului de creștere, dar părți ale plantelor supraviețuiesc sub sau aproape de sol, de la sezon la sezon (pentru bienale, până la următorul sezon de creștere, când înfloresc și mor). O nouă creștere se dezvoltă din țesuturile vii rămase pe sau sub pământ, inclusiv rădăcini, un caudex (un porțiunea îngroșată a tulpinii la nivelul solului) sau diferite tipuri de tulpini subterane, cum ar fi bulbi, cepe, stoloni, rizomi și tuberculi. Exemple de erbacee bienale sunt morcov, păstârnac; erbacee perene sunt cartofi, bujor, hosta, menta, cele mai multe ferigi și în general cele mai multe ierburi. Prin contrast, plantele non-erbacee perene sunt plante lemnoase care au tulpini supraterane care rămân în viață în timpul sezonului și cresc lăstari anul viitor – acestea sunt arbori, arbuști și viță de vie.
Unele erbacee, care cresc relativ repete (mai ales cele anuale) sunt pionieri. Alte forme principale de vegetație a multor habitate stabile, care apar, de exemplu, în stratul de sol al pădurilor, sau în mod natural habitate deschide, cum ar fi lunca, teren sărat sau deșert.
Unele plante erbacee pot creste destul de mari, astfel ca cele din genul Musa, din care face parte și bananierul.
Vârsta unora dintre plantele erbacee poate fi determinată de herbocronologie, analiza de inele anuale de creștere în rădăcină xilem secundară.

## Legături externe
- „erbacee” la DEX online